# Campioni italiani assoluti di atletica leggera - Staffetta 4×440 iarde maschile
Questa pagina raccoglie un elenco di tutti i campioni italiani dell'atletica leggera nella staffetta 4×440 iarde, specialità che entrò nel programma dei campionati nel 1910 e vi rimase solo per 4 anni, fino al 1913.

## Albo d'oro
| Anno | Società (atleti)                                                                     | Prestazione |
| ---- | ------------------------------------------------------------------------------------ | ----------- |
| 1910 | Athletic Club Torino Secondo Artino Roberto Bacolla Massimo Cartasegna Franco Giongo | 3'43"0(m)   |
| 1911 | Sport Club Italia Geremia Della Torre Emilio Lunghi Angelo Vigani Catullo Zanier     | 3'59"3/5(m) |
| 1912 | Sport Club Italia Roberto Bacolla Massimo Cartasegna Emilio Lunghi Catullo Zanier    | 4'00"4/5(m) |
| 1913 | Sport Club Italia Giuseppe Bernardoni Dante Bertoni Giuseppe Butti Angelo Grosselli  | 3'41"4/5(m) |